# 오사카부 제10구
오사카부 제10구(大阪府 第10区)는 일본의 중의원 선거구이다. 1994년 공직선거법으로 신설되었다.
현재 중의원은 입헌민주당 소속의 쓰지모토 기요미이다.

## 지역
- 다카쓰키시
- 미시마군